# 高劳伊·亚诺什
高劳伊·亚诺什（匈牙利語：Garay János，1889年2月23日—1945年3月5日），匈牙利男子击剑运动员。他曾获得1928年夏季奥运会男子佩剑团体金牌、1924年夏季奥运会男子佩剑团体银牌和男子佩剑个人铜牌。